# 1959 في النرويج
فيما يلي قوائم الأحداث التي وقعت خلال عام 1959 في النرويج.

## سياسة

### انتهاء فترة المنصب
- 21 نوفمبر – أولاف ميسدالشاغين عضو برلمان النرويج  [لغات أخرى]‏.

## رياضة
- 1 يناير – كأس النرويج 1959 الفائز نادي فيكينغ.

## مواليد

### يناير
- 7 يناير – جون لارسن فنان نرويجي.
- 14 يناير – أويفيند بيرغ كاتب نرويجي.

### فبراير
- 2 فبراير – يورغن كابيلين مُجدّف نرويجي.
- 24 فبراير – نيلس يوهان سيمب لاعب ومدرب كرة قدم نرويجي.
- 27 فبراير – غير بوتنان موسيقي نرويجي.

### مارس
- 16 مارس – شتاين لوند هالفورسن متسابق يخت نرويجي.
- 16 مارس – ينس ستولتنبرغ رئيس وزراء نرويجي سابق.
- 30 مارس – نيلس يانسن

### أبريل
- 10 أبريل – فين بيلكي صحفي نرويجي.
- 10 أبريل – مونا يول دبلوماسية نرويجية.
- 29 أبريل – تروند سوليد لاعب ومدرب كرة قدم نرويجي.

### مايو
- 21 مايو – شارلوت هاوغ

### يونيو
- 2 يونيو – كنوت أندريسن لاعب هوكي جليد نرويجي.
- 10 يونيو – كاتو هامر أندرسن لاعب هوكي جليد نرويجي.
- 12 يونيو – إليزابيث غريغ
- 15 يونيو – تور إندرسن مغني نرويجي.
- 19 يونيو – مورتن داهل موسيقي نرويجي.
- 22 يونيو – سفير براندهاوغ لاعب كرة قدم نرويجي.

### يوليو
- 8 يوليو – توم إغيلاند كاتب نرويجي.
- 28 يوليو – مارتن هول متزحلق نرويجي.

### أغسطس
- 11 أغسطس – جوستاين بيدرسن صحفي نرويجي.
- 15 أغسطس – لارس هيورث لاعب كرة قدم نرويجي.

### سبتمبر
- 25 سبتمبر – كاي إريك هيرلوفسن لاعب كرة قدم.

### أكتوبر
- 3 أكتوبر – جير هولت متزحلق نرويجي.
- 20 أكتوبر – أول هامر
- 20 أكتوبر – مورتن ماير سياسي نرويجي.

### نوفمبر
- 1 نوفمبر – بال جيرهارد اولسن

## وفيات

### يناير
- 1 يناير – جي. أونغر فيتلسين (مواليد 1889) ضابط نرويجي.

### أبريل
- 15 أبريل – أول بيرك (مواليد 1881) لاعب رماية نرويجي.

### يوليو
- 3 يوليو – يوهان بوير (مواليد 1872) مؤلف نرويجي.
- 28 يوليو – روالد لارسن (مواليد 1898) متزلج سريع نرويجي.
- 29 يوليو – فريتز هولاند (مواليد 1874) مهندس معماري نرويجي.

### سبتمبر
- 8 سبتمبر – ثينا ثورليفسن (مواليد 1885) سياسية نرويجية.

### نوفمبر
- 21 نوفمبر – أولاف ميسدالشاغين (مواليد 1903) سياسي نرويجي.
- 22 نوفمبر – مولا مالوري (مواليد 1884) لاعبة كرة مضرب من الولايات المتحدة.

### ديسمبر
- 2 ديسمبر – جون أوقست أندرسون (مواليد 1876) عالم فلك أمريكي.
- 28 ديسمبر – ليف هالفورسن (مواليد 1887)